# الإشعاع الكهرومغناطيسي والصحة

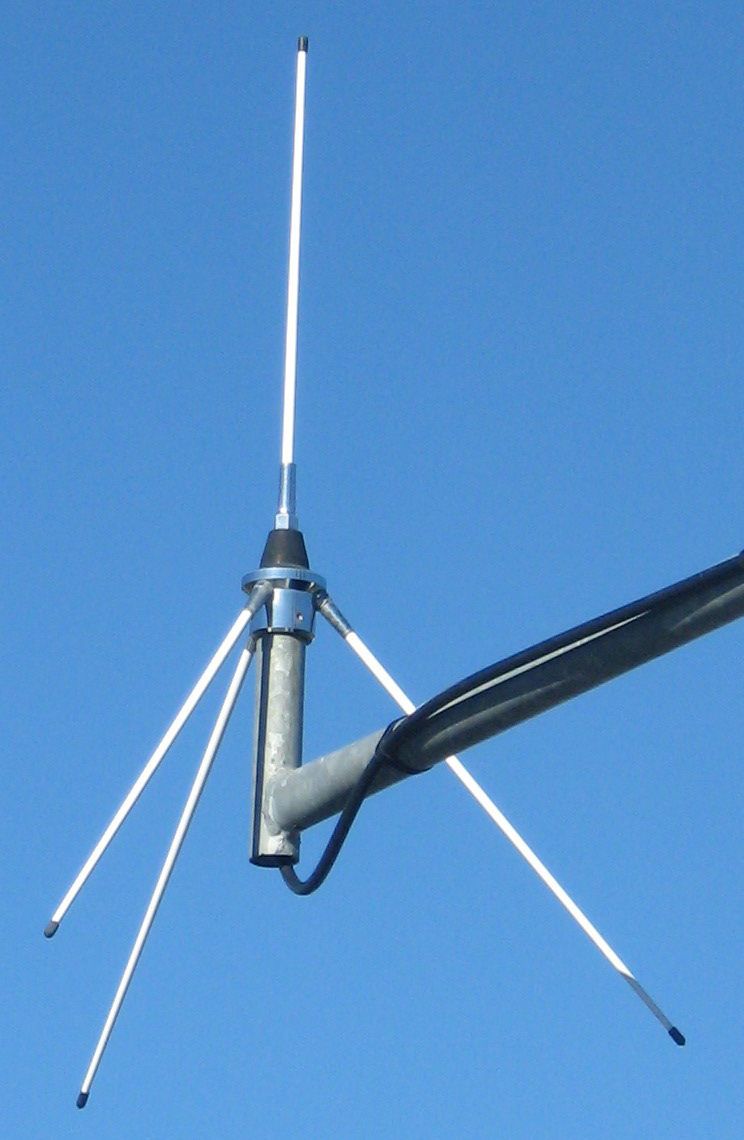

عُثِر على نطاقات مختلفة من الإشعاع الكهرومغناطيسي التي تسبب عند مستويات تدفق عالية تأثيرات صحية ضارة على الناس. يمكن تصنيف الإشعاع الكهرومغناطيسي إلى نوعين: الإشعاع المؤين والإشعاع غير المؤين، بناءً على قدرة فوتون واحد بطاقة أكثر من 10 إلكترون فولت على تأيين الأكسجين أو كسر الروابط الكيميائية. الأشعة فوق البنفسجية الشديدة والترددات الأعلى، مثل الأشعة السينية أو أشعة غاما، إشعاعات مؤينة، وتشكل مخاطر خاصة بها، كتسمم الإشعاع. شهد الربع الأخير من القرن العشرين زيادة هائلة في عدد الأجهزة التي تُصدِر إشعاعًا غير مؤين في جميع قطاعات المجتمع، الأمر الذي أدى إلى زيادة المخاوف الصحية من قبل الباحثين والأطباء، فضلًا عن الاهتمام بذلك ضمن التشريعات الحكومية لأغراض السلامة. في الولايات المتحدة، نتج عن ذلك تشريع مثل قانون مراقبة الإشعاع للصحة والسلامة لعام 1968 وقانون السلامة والصحة المهنية لعام 1970. الخطر الصحي الأكثر شيوعًا للإشعاع يتلخص في الإصابة بحروق الشمس، والتي تتسبب في أكثر من مليون إصابة بسرطان الجلد سنوياً في الولايات المتحدة.

## المخاطر

### مخاطر خارجية
يمكن أن يسبب الإشعاع الكهرومغناطيسي القوي (إي إم آر) تيارات كهربائية في المواد الموصلة التي تكون قوية بما يكفي لإحداث شرر (أقواس كهربائية) عندما يتجاوز الجهد المستحث جهد الانهيار للوسط المحيط (على سبيل المثال، عند 3.0 ميغا فولت/متر). يمكن أن تسبب هذه صدمة كهربائية للأشخاص أو الحيوانات. على سبيل المثال، تتسبب انبعاثات الراديو من خطوط النقل أحيانًا في حدوث صدمات لعمال البناء من المعدات المجاورة، ما يتسبب في أن تضع إدارة السلامة والصحة المهنية معايير للتعامل الصحيح.
يمكن أن تظهر الشرارات الناتجة عن الإشعاعات الكهرومغناطيسية في المواد أو الغازات القابلة للاشتعال القريبة، والتي قد تكون خطرة، خاصة قرب المتفجرات أو الألعاب النارية. يُشار إلى هذا الخطر عادةً من قبل القوات البحرية للولايات المتحدة باعتباره أحد مخاطر الإشعاع الكهرومغناطيسي للمعدات الحربية. يفرض المعيار العسكري الأمريكي (464 إيه) تقييم مخاطر الإشعاع الكهرومغناطيسي للمعدات الحربية في النظام، لكن وثيقة (يو إس إن-أو دي 30393) توفر مبادئ وممارسات للسيطرة على المخاطر الكهرومغناطيسية على الذخائر.
تُعرف المخاطر المرتبطة بالوقود باسم (مخاطر الإشعاع الكهرومغناطيسي على الوقود)، يمكن استخدامها لتقييم مخاطر الإشعاع الكهرومغناطيسي على الوقود، التي تنص على كثافة طاقة قصوى تبلغ 0.09 واط/متر مربع للترددات التي تقل عن 225 ميغاهرتز (أي 4.2 متر لباعث 40 واط).

### مخاطر جوهرية
يمكن للتسخين الكهربائي من الحقول الكهرومغناطيسية أن يؤدي إلى خطر حيوي. على سبيل المثال، يمكن أن يتسبب اللمس أو الوقوف قرب الهوائي أثناء تشغيل جهاز إرسال عالي الطاقة في حروق شديدة. تُعتبر هذه نوعًا من الحروق التي يمكن حدوثها داخل فرن الميكروويف. يختلف تأثير التسخين الكهربائي حسب الطاقة وتردد الموجات الكهرومغناطيسية، وكذلك البعد عن المصدر. العينين والخصيتين عرضة بشكل أكبر للتسخين عن طريق الموجات الراديوية بسبب قلة تدفق الدم في هذه المناطق، والدم ضروري لتبديد الحرارة المتراكمة.
يمكن أن تتسبب طاقة التردد الراديوي (آر إف) بمستويات كثافة الطاقة التي تتراوح من 1 إلى 10 ميغاواط / سم^2 أو أعلى في تسخين الأنسجة القابلة للقياس. مستويات طاقة الترددات الراديوية التقليدية التي يواجهها عامة الناس أقل بكثير من المستوى اللازم لحدوث تسخين كبير، ولكن قد تتعدى بعض بيئات أماكن العمل بالقرب من مصادر الترددات الراديوية عالية الطاقة حدود التعرض الآمنة. 
مقياس تأثير التسخين هو معدل الامتصاص المحدد أو معدل الامتصاص النوعي (إس إيه آر)، الذي يحتوي على وحدات من واط لكل كيلوغرام. وضع معهد مهندسي الكهرباء والإلكترونيات والعديد من الحكومات الوطنية حدود أمان للتعرض للترددات المختلفة للطاقة الكهرومغناطيسية استنادًا إلى معدل الامتصاص النوعي، واستنادًا إلى إرشادات اللجنة الدولية للحماية من الإشعاعات غير المؤينة التي تحمي من التلف الحراري.

### التعرض الإشعاعي منخفض المستوى
بدأت منظمة الصحة العالمية مجهودًا بحثيًا في عام 1996 لدراسة الآثار الصحية الناجمة عن التعرض المتزايد للناس لمجموعة متنوعة من مصادر الإشعاع الكهرومغناطيسي. بعد 30 عامًا من الدراسة المكثفة، لم يؤكد العلم بعد المخاطر الصحية الناجمة عن التعرض لحقول منخفضة المستوى. ومع ذلك، ما زالت هناك فجوات في فهم الآثار الحيوية، وهناك حاجة إلى إجراء المزيد من البحوث.
تُجرى الدراسات لفحص الخلايا وتحديد إن كان التعرض للموجات الكهرومغناطيسية يمكن أن يسبب تأثيرات ضارة. تُستَخدم الدراسات على الحيوانات للبحث في الآثار التي تؤثر على وظائف الأعضاء الأكثر تعقيدًا والتي تشبه الإنسان. تبحث الدراسات الوبائية عن وجود ارتباطات إحصائية بين التعرض للإشعاعات الكهرومغناطيسية والآثار الصحية المحددة. اعتبارًا من عام 2019، يركز الكثير من العمل الحالي على دراسة مجالات الموجات الكهرومغناطيسية فيما يتعلق بالسرطان.
توجد منشورات تدعم وجود تأثيرات حيوية وعصبية معقدة للحقول الكهرومغناطيسية الغير حرارية الأضعف (كما هو مُوضَّح في علم التأثيرات الكهربائية الحيوية)، بما في ذلك حقول الترددات الكهرومغناطيسية بالغة الانخفاض وحقول التردد اللاسلكي والموجات الصغرية المعدلة. الآليات الأساسية للتفاعل بين المواد الحيوية والحقول الكهرومغناطيسية في المستويات غير الحرارية ليست مفهومة بشكل كامل.

## الآثار حسب الترددات
على الرغم من أن أشد حالات التعرض للمستويات الضارة للإشعاع الكهرومغناطيسي تظهر على الفور كحروق، فإن الآثار الصحية الناجمة عن التعرض المزمن أو المهني قد لا تُظهر آثارًا على مدى شهور أو سنوات.

### التردد البالغ الانخفاض
من المعروف أن الترددات الراديوية بالغة الانخفاض لها قدرة عالية مع مستويات المجال الكهربائي في نطاق الكيلو فولت/متر المنخفض لتحث تيارات يمكن إدراكها داخل جسم الإنسان، وتنتج إحساسًا بوخز مزعج. تتدفق هذه التيارات عادةً إلى الأرض من خلال سطح ملامس للجسم مثل القدمين، حيث يكون الجسم معزولًا بشكل جيد.

### الموجة القصيرة
يمكن استخدام العلاج بالإنفاذ الحراري الذي يعمل على الموجات القصيرة بتردد (من 1.6 إلى 30 ميغاهرتز) كأسلوب علاجي لتأثيره المسكن والمرخي للعضلات، لكنه استُبدِل إلى حد كبير بالموجات فوق الصوتية. نتيجةً لذلك، يمكن أن ترتفع درجات الحرارة في العضلات بمعدل 4-6 درجة مئوية، والدهون تحت الجلد بمعدل 15 درجة مئوية. قيَّدت لجنة الاتصالات الفدرالية الترددات المسموح بها للعلاج الطبي، ومعظم الأجهزة في الولايات المتحدة تستخدم تردد 27.12 ميغاهيرتز.
يمكن تطبيق العلاج الحراري بالموجات القصيرة إما في وضع مستمر أو نابض، جاء هذا الأخير إلى الصدارة لأن الوضع المستمر ينتج الكثير من التسخين بسرعة كبيرة، ما يجعل المرضى غير مرتاحين. هذه التقنية تسخن الأنسجة ذات الموصلات الكهربائية الجيدة فقط، مثل الأوعية الدموية والعضلات. لكن الأنسجة الدهنية (الدهون) تتلقى القليل من التسخين فقط عن طريق حقول الحث، لأن التيار الكهربائي لا يمر بالفعل في الأنسجة.
أُجريَت دراسات عن استخدام الإشعاع بالموجات القصيرة لعلاج السرطان وتعزيز التئام الجروح، ولاقت بعض النجاح. ومع ذلك، فطاقة الموجات القصيرة، على مستوى طاقة مرتفع بما فيه الكفاية، يمكن أن تكون ضارة بصحة الإنسان، ما قد يسبب ضررًا للأنسجة الحيوية. تحدد هيئة الاتصالات الفيدرالية الحد الأقصى المسموح به لتعرض مكان العمل لطاقة التردد الراديوي بالموجات القصيرة في النطاق من 3 إلى 30 ميغاهرتز، حيث يكون له كثافة طاقة مكافئة للموجة المستوية تبلغ (900 / f 2) ميلي واط/ سم^2 حيث f  هو التردد بوحدة ميغاهرتز و 100 ميلي واط/سم^2 في النطاق من 0.3-3.0 ميغاهيرتز. بالنسبة للتعرض للأشعة غير المتحكَّم به للعامة، فالحد الأقصى هو 180 / f 2 ضمن نطاق الترددات بين 1.34-30 ميغاهيرتز.